# Borgman 2030
Borgman 2030 (超音戦士ボーグマン?, Chōon senshi Bōguman, traducibile come "Borgman, il guerriero supersonico") è un anime prodotto dalla Ashi Productions in 35 episodi, andati in onda per la prima volta in Giappone, su NTV, dal 13 aprile al 21 dicembre 1988.
Mentre la regia fu affidata a Hiroshi Negishi, il soggetto della serie fu affidato a Hideki Sonoda, che aveva già partecipato alle serie di Mila e Shiro - Due cuori nella pallavolo, Magica magica Emi e Hilary, e che in futuro avrebbe partecipato alla serie Mobile Suit V Gundam.
Per il character design, la Ashi Productions puntò su un nome già allora di grande richiamo come Michitaka Kikuchi, già visto all'opera, nello stesso ruolo, in Hilary e Good Morning Althea, e noto in Italia soprattutto per la sua opera di mangaka sotto lo pseudonimo di Kia Asamiya.
Sia la serie TV, che gli OAV Last battle e Lovers Rain sono stati pubblicati in Italia da Yamato Video. Dapprima la Yamato pubblicò i due OAV in VHS. Solo successivamente iniziò la pubblicazione della serie TV, per 9 VHS totali che contenevano 4 episodi ciascuna. Per ovviare alla mancanza di un quarto episodio nella nona VHS, la Yamato decise di inserirvi l'OAV Lovers Rain come 36º episodio.
Nella seconda metà del 2008 la Yamato Video ha pubblicato il primo di due DVD box che contengono sia la serie TV che i due OAV Last Battle e Lovers Rain.
Ad oggi in DVD è uscito solo il primo Box contenente i primi 20 episodi. Dall'episodio 21 in poi non si sa ancora nulla di una eventuale futura uscita.

## La serie TV

### Trama
Siamo nell'anno 2030, e la città di Tokyo non esiste più. Essa è stata rasa al suolo poco più di trenta anni prima, alla fine del XX secolo, dalla caduta di quattro enormi meteoriti che ancora oggi caratterizzano lo skyline di Megalocity, la città risorta nella baia di Tokyo dalle ceneri della capitale giapponese distrutta.
Ma non c'è pace per gli abitanti della nuova modernissima città. Il loro faticoso tentativo di ritornare alla normalità è infatti disturbato e minacciato dagli Yoma, creature extradimensionali disposte a tutto pur di conquistare il nostro mondo, partendo appunto da Megalocity. Dove proprio i quattro meteoriti, denominati “yomaliti”, forniscono agli Yoma una porta di accesso preferenziale alla nostra dimensione.
A contrastarli vi sono Ryo Hibiki e Chuck Sweagger, gli ultimi due sopravvissuti del “progetto Borgman”, che prevedeva di trasformare aspiranti astronauti in cyborg per permettere loro di sopravvivere alle difficili condizioni esterne nello spazio.
Ma il progetto è miseramente fallito propria a causa dell'invasione degli Yoma, avvenuta nel 2029. E con il fallimento del progetto Borgman, Ryo e Chuck hanno visto i loro compagni morire e il loro sogno di diventare astronauti andare in frantumi. Del progetto Borgman è rimasto loro il potente corpo cibernetico, che decidono di utilizzare per combattere gli Yoma e vendicarsi.
A loro si unisce ben presto Anice Farm. Anche lei è una Borgman, ma storia di come lo è diventata è decisamente più casuale e completamente diversa da quella dei suoi nuovi compagni, anche se la spingono a combattere simili propositi di vendetta verso gli Yoma.
A sostenere il Sonic Team dei tre Borgman è la scienziata che ha supervisionato e eseguito la loro trasformazione in cyborg: Memory Gene, in passato coordinatrice del progetto Borgman, e ora preside della Psysonic School di Megalocity. La Psysonic School è anche il quartier generale dei Borgman, che qui nascondono la loro vera identità lavorando come insegnanti per i bambini delle elementari.
È Memory a fornire ai Borgman assistenza tecnica e medica, l'artiglieria e soprattutto le loro baltector: speciali psicoarmature in grado di amplificare e far sfruttare ai Borgman tutto il loro potere cibernetico.
Ma la lotta è difficile e disperata. Anche perché, se da una parte le gelosie, le invidie e i conseguenti contrasti interni agli Yoma potrebbero essere un punto a favore degli esseri umani, questi ultimi non sono in grado di approfittarne per le loro stesse divisioni intestine. L'opera dei Borgman è infatti malvista dagli organi di difesa istituzionali e dalla Polizia Mondiale, che non tollera la presenza di un gruppo fuori dal loro controllo come il Sonic Team, e crea una propria squadra anti-Yoma, denominata Phantom Swat, che più volte entra in contrasto con i Borgman, per divergenze su “competenze territoriali” e modi di agire.
Ciò impedisce agli umani di fare un vero fronte comune e cooperare fruttuosamente per la sconfitta del nemico, fino a che i Borgman si ritroveranno soli nella battaglia finale e decisiva.

### Personaggi

#### Personaggi principali
Ryo Hibiki (響リョウ?)
Data di nascita: 22 settembre 2013 (Vergine); altezza: 177 cm; peso: 65 kg
Insieme a Chuck, Ryo è uno degli unici due cyborg sopravvissuti del progetto Borgman, a cui aveva aderito volontariamente (dando quindi il suo pieno consenso alla trasformazione in cyborg) per realizzare il suo sogno di divenire un astronauta. Il suo stesso sogno e i suoi compagni muoiono il giorno in cui gli Yoma attaccano Megalocity. Motivo principale per cui decide di sfruttare il suo corpo cibernetico per combattere gli invasori venuti da un'altra dimensione.
Dei tre Borgman, è colui che indossa la baltector azzurra. Quello specializzato nel combattimento ravvicinato, corpo a corpo, e sicuramente colui che ha le capacità e potenza maggiori, paragonabili a quelle del fortissimo Dust Jead, il cyborg da combattimento al servizio degli Yoma. Tanto da essere l'unico a poter combattere alla pari con lui. Ciò, unito al suo accentuato carisma, fa tacitamente di lui il leader del trio. D'altro canto la sua grande generosità e il suo orgoglio sfociano, a volte, in un'eccessiva impulsività che rischia di costargli cara.
Nel corso della serie sembra maturare un certo interesse nei confronti di Anice, anche se lo svilupparsi del loro rapporto rimarrà solo accennato nella serie TV, per poi essere ripreso e approfondito negli OAV: a partire dal video di Forever di Madnight Gigs, così come in Last Battle  e soprattutto in Lovers Rain.
Chuck Sweagger (チャック・スェーガー?)
Data di nascita: 20 ottobre 2012 (Bilancia); altezza: 185 cm; peso: 80 kg
Anche Chuck, come Ryo, aveva volontariamente aderito al progetto Borgman e accettato la conversione in cyborg per realizzare il suo sogno di divenire astronauta. Il motivo principale per cui aveva deciso di lasciare gli Stati Uniti, di cui è originario, per il Giappone. Anche lui, come Ryo, ha visto i suoi compagni e il suo sogno morire quel maledetto giorno in cui gli Yoma invasero Megalocity. E come il suo unico compagno sopravvissuto, a cui lo lega inevitabilmente un forte legame di amicizia, ha deciso di sfruttare le sue capacità di cyborg per combattere gli Yoma.
È il Borgman con la baltector verde, specializzato nel combattimento a distanza e nell'artiglieria pesante. Rispetto a Ryo, è più riflessivo e molto meno impulsivo. Affascinante e di bell'aspetto, e conscio di esserlo, grazie anche al suo ottimo carattere e simpatia, farà breccia nel cuore di Miki Katsura, comandante della Phantom Swat. È anche grazie a questo legame che si riusciranno ad appianare, almeno in parte, i contrasti e le divergenze tra Sonic Team e Phantom Swat.
Anice Farm (アニス・ファーム?)
Data di nascita: 5 febbraio 2014 (Acquario); altezza: 164 cm; peso: 47 kg
Originaria degli Stati Uniti e unica donna del trio, la storia di Anice e di come sia divenuta una Borgman è decisamente diversa e, in un certo senso, anche più tragica di quella di Ryo e Chuck. Non fosse altro perché, al contrario dei suoi due compagni di battaglia, Anice è l'unico Borgman a essere stato trasformato in cyborg senza il proprio espresso consenso, anche se ciò è stato fatto con l'unico scopo di salvarle la vita.
Infatti il giorno in cui gli Yoma attaccarono Megalocity, Anice stava accompagnando la scolaresca di cui era insegnante in una visita al quartiere spaziale della città. Ferita gravemente, viene soccorsa da Memory e dal professor Fritz Riddle. E da loro, mentre la stanno trasportando verso la sala operatoria nel disperato tentativo di salvarle la vita appesa a un filo, Anice viene a conoscenza del fatto che tutti i suoi alunni sono morti. Memory e Riddle si rendono conto che le condizioni di Anice sono talmente critiche, che l'unico modo per salvarla è quello di impiantare nel suo corpo l'ultimo cyber-sistema loro rimasto del progetto Borgman, nonostante i rischi che ciò comporterebbe, dato che quel sistema non è stato progettato espressamente per il corpo di Anice, che quindi potrebbe arrivare a non avere il totale controllo del sistema cyborg impiantatole. L'operazione tuttavia riesce e Anice si ristabilisce perfettamente in breve tempo. Accetta il suo nuovo status di cyborg, e conscia di ciò per cui era stato creato il cyber-sistema ora impiantato nel suo corpo, Anice chiede a Memory di consentirle di unirsi agli altri Borgman superstiti per combattere gli Yoma, e vendicare così i suoi studenti morti il giorno dell'attacco.
Del Sonic Team, è colei che indossa la baltector rosa, creata espressamente per amplificare al massimo le sue enormi capacità uditive e visive, di gran lunga superiori rispetto agli altri due Borgman. Ciò la rende particolarmente adatta a raccogliere informazioni e ad avvertire i pericoli prima degli altri. Ma Anice si sa destreggiare egualmente bene anche in battaglia, nonostante la sua forza fisica sia decisamente inferiore rispetto a quella dei suoi due compagni. A questo unisce un carattere solare e positivo, che la pone spesso nel ruolo di collante del gruppo.
Nel corso della serie diventa evidente che l'interesse di Anice verso Ryo va oltre la semplice amicizia. Lo si nota da piccoli gesti, come da alcune situazioni in cui Anice mostra chiaramente una sorta di gelosia nei confronti del ragazzo. Tuttavia il suo rapporto con Ryo rimane solo accennato nella serie TV, per poi essere sviluppato e approfondito negli OAV.
Memory Gene (メモリー・ジーン?)
Data di nascita: 19 novembre 2007 (Scorpione)
Scienziata e medico di eccelso talento e intelligenza, era uno dei coordinatori del progetto Borgman e l'unico essere umano vivente, oltre al professor Fritz Riddle, a saper effettuare la trasformazione di un essere umano in cyborg. Dopo il fallimento del progetto Borgman, nel quale ha perso anche il suo amato fratello minore Reminis per un incidente di laboratorio, costruisce la Psysonic School, col preciso intento di creare un posto sicuro per i bambini della città, in modo da difendere le loro vite in caso di attacco Yoma.
La sua figura all'interno del Sonic Team è fondamentale: è infatti lei a creare le baltector, fondamentali nella lotta contro gli Yoma, e a ideare e ottimizzare tutte le armi e i veicoli che sostengono i Borgman nelle loro battaglie. E ovviamente si occupa di loro anche dal punto di vista puramente medico.
Il personaggio, sia nelle sue peculiarità caratteriali e psicologiche, che nella sua storia personale, va via via delineandosi e svelandosi sempre meglio nel corso delle puntate. Fino ad arrivare a comprendere che ciò che la spinge a combattere gli Yoma non è solo una voglia di vendetta, ma anche un certo senso di colpa, in quanto fu proprio a causa degli studi inerenti al progetto Borgman che gli Yoma entrarono definitivamente in contatto con il mondo umano.

#### Personaggi secondari
Nel corso della serie veniamo ovviamente a contatto con vari altri personaggi, più o meno importanti, ma comunque secondari rispetto ai protagonisti.
- Nonostante la sua apparizione sia breve, è impossibile non citare tra questi il professor Fritz Riddle, sia per il suo ruolo fondamentale nel progetto Borgman, di cui era uno dei coordinatori e delle menti principali, sia perché è grazie ai suoi studi che Memory riesce a mettere a punto il Sonic Beam, il dispositivo che permette di trasportare le baltector e gli altri dispositivi bellici dei Borgman all'interno del gilfield, una sorta di dimensione alternativa ricreabile nel mondo umano dagli Yoma. Qui, senza il Sonic Beam, i normali dispositivi di teletrasporto sonico in dotazione ai Borgman non funzionerebbero, lasciandoli senza artiglieria e quindi in grosse difficoltà. Il Sonic Beam di Riddle avrà un ruolo importantissimo anche nella battaglia finale, risultando decisivo per le sorti della stessa.

- Anche Gilbert Mesh era uno degli scienziati facenti parte del progetto Borgman. Ma la sua ambizione e la sua fame di potere lo porteranno a tradire il genere umano per unirsi agli Yoma, che gli hanno promesso immenso potere e un ruolo di primo piano all'interno della loro organizzazione.

- Miki Katsura, oltre a essere la discendente di una delle più ricche, influenti e potenti famiglie della città e dell'intero Paese, è anche la leader della Phantom Swat, l'organo facente capo alla Polizia Mondiale, espressamente voluto da Fritz Riddle, i cui membri, tutte donne, sono state addestrate specificatamente per combattere gli Yoma. Nonostante i contrasti tra Phantom Swat e Sonic Team, e la differenza di vedute sul modo di combattere gli Yoma, Miki finirà per l'innamorarsi, ricambiata, di Chuck. E questo avrà un peso specifico di non poca importanza per il superamento dei dissidi tra i due gruppi di azione di cui Miki e Chuck fanno parte.

- Felmina, Kerberos e Walgot sono i tre ierofanti Yoma (come definiti nella traduzione dell'edizione Yamato). Si può dire che siano delle sorte di generali, ognuno a capo di una particolare categoria di Yoma. Finiranno per uscire di scena uno a uno, sia a causa dei continui fallimenti delle loro azioni e delle sconfitte rimediate contro i Borgman, sia per le rivalità e le invidie interne al direttivo Yoma.

- Dust Jead è un cyborg al servizio degli Yoma. È stato Gilbert a portarlo con sé il giorno in cui ha tradito il genere umano. Inizialmente resta in disparte, godendosi le sconfitte e le umiliazioni subite dai generali Yoma Felmina, Kerberos e Walgot a opera dei Borgman. La sua entrata in scena definitiva mette di fronte al Sonic Team, e soprattutto a Ryo, un avversario terribile e temibile, nato e votato unicamente per il combattimento e dal volto stranamente familiare. E per di più dotato di una baltector nera che sembra incredibilmente simile a quella creata da Memory per i Borgman.

- Beda è invece il vecchio consigliere Yoma dall'aspetto minuto, fosco, ma apparentemente innocuo. Per quasi tutta la serie si limita a restare ai margini della scena, tirando di tanto in tanto qualche velenosa frecciatina agli ierofanti e a Dust Jead circa la loro incapacità di avere la meglio sui Borgman e sugli esseri umani. Eppure il vecchiardo sembra sapere molto più di quello che lascia intendere, anche più dello stesso Gilbert Mesh.

- Impossibile poi non citare gli studenti della Psysonic School, rappresentati in particolare dai personaggi di Shinji, Molly, Rando e Toru. Queste adorabili pesti hanno il pessimo vizio di mettersi costantemente in pericolo e di rimanere coinvolti, loro malgrado, nelle battaglie dei Borgman, con tutte le conseguenze che ne possono derivare. Per loro stessi e per i Borgman che li devono togliere dai guai.

#### Episodi
I titoli italiani dei 35 episodi sono quelli dell'edizione italiana edita da Yamato Video:
| Nº | Titolo italiano Giapponese 「Kanji」 - Rōmaji                                                                              | In onda           | In onda          |
| Nº | Titolo italiano Giapponese 「Kanji」 - Rōmaji                                                                              | Giapponese        | Italiano         |
| 1  | Arrivano i Borgman! 「妖魔が来る。ボーグマン登場！」 - yōma ga kuru. boguman tōjō!                                         | 13 aprile 1988    | 16 dicembre 2004 |
| 2  | Chi è il terzo Borgman? 「誰だ！第3のボーグマン」 - dare da! dai 3 no boguman                                              | 20 aprile 1988    | 17 dicembre 2004 |
| 3  | Incubi 「悪夢を破れ！ソニックパワー」 - akumu wo yabure! sonikkupawa                                                       | 27 aprile 1988    | 18 dicembre 2004 |
| 4  | Dust Jead 「最強の敵・ダストジード」 - saikyō no teki. dasutojido                                                          | 4 maggio 1988     | 19 dicembre 2004 |
| 5  | Super Thunder 「スーパーサンダー発進せよ！」 - supasanda hasshin seyo!                                                     | 11 maggio 1988    | 20 dicembre 2004 |
| 6  | Centauri fantasma 「スーパーサンダVSゴーストライダー」 - supasanda vs gosutoraida                                          | 18 maggio 1988    | 21 dicembre 2004 |
| 7  | Yoma Droll 「妖魔人ドロルの不思議な世界」 - yōma nin dororu no fushigi na sekai                                            | 25 maggio 1988    | 22 dicembre 2004 |
| 8  | Fiori di morte 「花が襲う！！少女が見た妖精」 - hana ga osō!! shōjo ga mita yōsei                                          | 1º giugno 1988    | 23 dicembre 2004 |
| 9  | La corsa sull’acqua 「妖魔が吠える水上レース」 - yōma ga hoe ru suijō resu                                                 | 8 giugno 1988     | 24 dicembre 2004 |
| 10 | Il ragazzo venuto dal passato 「妖魔兵器！過去から来た少年」 - yōma heiki! kako kara kita shōnen                           | 15 giugno 1988    | 25 dicembre 2004 |
| 11 | Dal profondo 「パワー最強！ガンウォーリア登場」 - pawa saikyō! gan'uoria tōjō                                              | 22 giugno 1988    | 26 dicembre 2004 |
| 12 | Fuga dallo Yomalite 「妖魔石からの脱出」 - yōma ishi karano dasshutsu                                                      | 29 giugno 1988    | 27 dicembre 2004 |
| 13 | Il giorno più lungo di Ryo 「血戦！リョウ最期の日」 - kessen! ryō saigo no nichi                                           | 13 luglio 1988    | 28 dicembre 2004 |
| 14 | Borgmanicidio 「立ち上がれリョウ！ボーグマン暗殺指令」 - tachiaga re ryō! boguman ansatsushirei                            | 20 luglio 1988    | 29 dicembre 2004 |
| 15 | Professor Borgman 「見たぞ！先生がボーグマン」 - mita zo! sensei ga boguman                                                | 27 luglio 1988    | 30 dicembre 2004 |
| 16 | Chuck superstar 「美女の罠！映画スターチャック大ピンチ」 - bijo no wana! eiga sutachakku dai pinchi                        | 3 agosto 1988     | 31 dicembre 2004 |
| 17 | Yomaland 「ピエロが笑う妖魔ランドの怪事件」 - piero ga warau yōma rando no kai jiken                                       | 10 agosto 1988    | 1º gennaio 2005  |
| 18 | L’enigma di Mesh 「メッシュの謎！赤き星が落ちるとき」 - messhu no nazo! akaki hoshi ga ochiru toki                         | 17 agosto 1988    | 2 gennaio 2005   |
| 19 | Anice nel paese delle meraviglie 「妖魔都市！不思議の国のアニス」 - yōma toshi! fushigi no kuni no anisu                   | 24 agosto 1988    | 3 gennaio 2005   |
| 20 | Dottor Memory 「ドクター・メモリー瞳の中の戦士たち」 - dokuta. memori hitomi no nakano senshi tachi                        | 31 agosto 1988    | 4 gennaio 2005   |
| 21 | Incubo di una notte di mezza estate 「真夏の夜の悪夢！妖魔からの贈り物」 - manatsu no yoru no akumu! yōma karano okurimono | 7 settembre 1988  | 5 gennaio 2005   |
| 22 | Terrore dal mare 「海からの恐怖！ぼくたちの冒険旅行」 - umi karano kyōfu! bokutachino bōkenryokō                           | 14 settembre 1988 | 6 gennaio 2005   |
| 23 | Nel cuore del Megalobuilding 「シンジを救え！襲われたボーグマン基地」 - shinji wo sukue! osowa reta boguman kichi          | 21 settembre 1988 | 7 gennaio 2005   |
| 24 | Borgman contro Phantom SWAT 「激突！ファントムスワットVSボーグマン」 - gekitotsu! fantomusuwatto vs boguman                | 28 settembre 1988 | 8 gennaio 2005   |
| 25 | Prigionieri nello Yomaspazio 「恐怖の罠・死闘！妖魔界」 - kyōfu no wana. shitō! yōma kai                                   | 5 ottobre 1988    | 9 gennaio 2005   |
| 26 | Battaglia disperata 「決死の脱出！最強の敵、妖魔将あらわる」 - kesshi no dasshutsu! saikyō no teki, yōma shō arawaru       | 12 ottobre 1988   | 10 gennaio 2005  |
| 27 | Preludio alla catastrofe 「崩壊の序曲！ギルトライアングルを攻略せよ」 - hōkai no jokyoku! girutoraianguru wo kōryaku seyo  | 19 ottobre 1988   | 11 gennaio 2005  |
| 28 | La decisione di Anice 「アニスの決意！この子たちは、私が守る」 - anisu no ketsui! kono ko tachiha, watashi ga mamoru       | 26 ottobre 1988   | 12 gennaio 2005  |
| 29 | Megalocity Crisis 「崩壊の日！メガロシティクライシス」 - hōkai no nichi! megaroshiteikuraishisu                            | 2 novembre 1988   | 13 gennaio 2005  |
| 30 | Il giorno degli Yoma 「緊急指令！移動基地発進」 - kinkyū shirei! idō kichi hasshin                                         | 9 novembre 1988   | 14 gennaio 2005  |
| 31 | Ricordi sotto le macerie 「絶体絶命！閉じ込められたメモリー」 - zettaizetsumei! tojikome rareta memori                     | 16 novembre 1988  | 15 gennaio 2005  |
| 32 | Ritrovare Memory 「粉砕せよ！ギルトライアングル攻防戦」 - funsai seyo! girutoraianguru kōbōsen                             | 30 novembre 1988  | 16 gennaio 2005  |
| 33 | Countdown verso l’apocalisse 「妖魔城出現！終末へのカウントダウン」 - yōma shiro shutsugen! shūmatsu heno kauntodaun       | 7 dicembre 1988   | 17 gennaio 2005  |
| 34 | Borgman contro Borgman 「叫びは空に！ダストジード死す」 - sakebi ha sora ni! dasutojido shisu                              | 14 dicembre 1988  | 18 gennaio 2005  |
| 35 | Il re degli Yoma 「妖魔王復活！さらばボーグマン」 - yōma ō fukkatsu! saraba boguman                                        | 11 dicembre 1988  | 19 gennaio 2005  |

L'edizione italiana della Yamato Video conta 36 episodi, anziché i 35 qui elencati, in quanto l'OAV Lovers Rain è stato utilizzato come completamento dalla nona VHS, l'ultima della serie, che altrimenti avrebbe contenuto solo tre episodi anziché quattro. Scelta agevolata sia dalla durata di tale OAV (30'), sia anche e soprattutto dal fatto che esso si colloca narrativamente poco dopo la fine della serie TV.
Il titolo italiano dell'episodio 23, "Nel cuore del Megalobuilding", è sviante rispetto a quello originale, che tradotto letteralmente dal giapponese sarebbe: Salvare Shinji! La base Borgman è sotto attacco!. Il titolo italiano dell'episodio è probabilmente un errore di traduzione, in quanto nella puntata in questione uno Yoma viene introdotto fortuitamente all'interno della Psysonic School, e quindi del quartier generale dei Borgman, mentre il Megalobuilding non appare mai nell'episodio.

#### Struttura della trama
La serie può essere idealmente scomposta in tre parti, all'incirca equivalenti come numero di episodi. Nella prima parte, un po' più di approccio rispetto alle altre due, si inizia a prendere confidenza con i personaggi, e le difficoltà che incontrano giorno dopo giorno nella lotta contro il nemico. Si ha appena qualche accenno alla storia più complessa e complicata che sta dietro il progetto Borgman, gli Yoma e gli Yomaliti. Frattanto i Borgman devono faticare non poco per mantenere segrete le loro identità agli adulti e soprattutto ai ragazzi di cui sono insegnanti, che sono i primi ad avere dei sospetti circa la loro identità e ovviamente fanno di tutto per smascherarli, mettendosi sovente nei guai.
La seconda parte ha inizio con l'episodio 13, in cui Dust Jead scende definitivamente in campo, smettendo di fare il semplice spettatore a margine della guerra in corso: fino a questo momento Dust Jead si era al massimo limitato a guidare altri Yoma nel mondo umano, senza mai prendere parte attiva al combattimento. Lottandovi contro, i Borgman, e soprattutto Ryo, scoprono quale sia l'incredibile abilità e potenza di questo cyborg al servizio degli Yoma, scoprendo altresì il loro nemico più temibile e misterioso, data la baltector di cui è dotato, stranamente simile a quelle ideate da Memory per i Borgman. Inoltre Dust Jead dà ai Borgman un importante indizio circa i piani futuri degli Yoma, indicando il Quartiere Spaziale di Megalocity come un luogo fondamentale per gli invasori. Questa parte, pur contando ancora episodi che possono definirsi di passaggio, è importante anche perché le vere identità dei Borgman sono definitivamente svelate. Dapprima diventa chiaro ai ragazzi, e in particolare a Shinji, che quelli che in apparenza sembrano semplici professori, sono in realtà i Borgman. Quindi saranno gli stessi Yoma, con un abile stratagemma, a costringere i membri del Sonic Team a uscire allo scoperto, mandando all'aria le loro coperture, e obbligandoli a rivelare le proprie identità al resto della comunità.
La parte finale è sicuramente la più interessante. La conclusione naturale della serie non è costruita, come spesso accade, attraverso un paio di episodi. Ma si dipana attraverso più puntate, un po' come successo in altre serie contemporanee dell'epoca, come Yoroiden Samurai Troopers. Si può tranquillamente dire che l'ultima battaglia ha inizio già al 25º episodio, per concludersi nel 35º. Il tutto in un crescendo ben orchestrato e costruito, nel quale, mano a mano, cadono gli ultimi interrogativi e misteri sulla connessione tra il progetto Borgman, Dust Jead, Gilbert Mesh e gli Yoma. Il finale, pur essendo compiuto e concluso, può definirsi in qualche modo aperto. Forse già in previsione degli OAV che sarebbero seguiti di lì a pochi mesi, quali Madnight Gigs e Last Battle.

### Sigle
Apertura: 
- "DON'T LOOK BACK" cantata dagli EARTHSHAKER (Ep. 1-27)
- "Yoru wo buttobase!" cantata dagli HIPS (Ep. 28-35)

Chiusura: 
- "FOREVER" cantata dagli EARTHSHAKER (Ep. 1-27)
- "Tender" cantata dagli HIPS (Ep. 28-35)

Nota: Borgman 2030 viene occasionalmente trasmesso sul canale satellitare Man-Ga. Tuttavia, l'edizione trasmessa su questa rete presenta un ritardo nella riproduzione della sigla di apertura, reso palese dalla mancanza di corrispondenza tra il tempo del cantato e i sottotitoli del testo e le sue parti in lingua inglese, un ritardo riscontrabile in diversi episodi contenenti la canzone "DON'T LOOK BACK".

## Gli OAV
Alla serie TV seguirono tre OAV: Madnight Gigs (30', 1989), Last battle (60', 1989) e Lovers Rain (30', 1990). Fu inoltre pubblicato un quarto OAV nel 1993, Borgman 2058 - La nuova generazione, che è però piuttosto a sé stante rispetto alle vicende di Ryo, Chuck e Anice.

### Madnight Gigs
Uno dei punti di forza della serie è senz'altro la colonna sonora, per la quale furono chiamati in causa anche gli Earthshaker, ovvero una delle più importanti band metal del Giappone. A loro si deve la prima canzone di apertura, Don't look back, e soprattutto la prima canzone di chiusura, Forever. Inoltre gli Earthshaker, insieme a un altro popolare gruppo musicale nipponico di allora, gli Show-Ya, parteciparono ad altre due canzoni: Tender e Yoru o Buttobase (Soar through the night).
La musica aveva un ruolo talmente importante nella serie, che la Ashi Productions pubblicò, a febbraio 1989 (la serie andò in onda in Giappone fino al 21 dicembre 1988), l'OAV Madnight Gigs.
Si tratta di una raccolta di sette video musicali, per una durata totale di 30', basati sulle canzoni originali della colonna sonora. Mentre cinque di questi video sono fondamentalmente montaggi di scene tratte dalla serie, nei restanti due, quelli relativi a Tender e a Forever, è possibile vedere immagini inedite rispetto alla serie, nonché quello che può essere considerato il suo vero finale.
Nello specifico, il video di Tender, nonostante sia in gran parte composto da scene riprese dal finale del 35º episodio (quello che conclude la serie), presenta delle scene inedite nella parte finale. Lì dove nella serie TV si intuiva soltanto il ritorno dei tre Borgman alla scuola, dopo aver sconfitto definitivamente gli Yoma, qui possiamo vedere gli istanti immediatamente successivi e quindi il reincontro e l'abbraccio tra i tre Borgman e i loro studenti alla Psysonic School.

#### Il video diForever: il vero finale diChōon Senshi Borgman
Il video di Forever è invece composto da scene interamente inedite rispetto alla serie TV e sicuramente è il più interessante dei sette. È uno spaccato narrativo, della durata di poco meno di 6', composto da scene e animazioni assolutamente inedite e create appositamente, che narra e sintetizza le vicende accadute dopo la fine della guerra e si può considerare come il vero finale della serie TV, lì dove quest'ultima poteva apparire in qualche modo incompiuta.
Idealmente, qualche mese dopo la fine della guerra, ci ritroviamo alla Psysonic School, appena ricostruita e riportata al suo aspetto originario, dopo che essa era stata distrutta nel corso della battaglia finale.
Poco dopo siamo portati nella palestra della scuola, lì dove alla fine del 2º episodio della serie TV Memory aveva presentato agli studenti Chuck e Ryo come loro nuovi insegnanti. Come nella chiusura ideale di un cerchio, si assiste adesso alla consegna dei diplomi ai ragazzi e poco dopo vediamo ciò che Shinji, Molly, Rando e Toru riusciranno a diventare nel loro futuro.
Qui si può capire molto del perché la trama sia stata costruita in un certo modo, soprattutto nella prima parte della serie. Si comprende perché, ad esempio, per gran parte della serie, i tre Borgman abbiano lottato per salvare e togliere dai guai quei bambini: quel loro futuro, che noi appena intravediamo e possiamo immaginare radioso e brillante, non ci sarebbe stato se i Borgman non avessero sconfitto gli Yoma. Se i Borgman non fossero riusciti nella loro missione, quei bambini e il genere umano non avrebbero avuto più nessun sogno e nessun futuro da realizzare.
Sul finale del video abbiamo anche modo di assistere a una scena romantica, seppur caratterizzata da una sottile vena ironica, che illustra l'evolversi del rapporto tra Ryo e Anice, a cui nella serie si era appena accennato e che sarà anche tema dei due OAV successivi.

### The Borgman Last Battle
Last Battle fu pubblicato a settembre del 1989, poco più di nove mesi dopo rispetto alla messa in onda dell'ultimo episodio della serie TV. Rispetto a quest'ultima, non c'è Michitaka Kikuchi a curare il character design dei personaggi, qui affidato a Hideyuki Motohashi, che comunque aveva già partecipato alla serie TV come direttore dell'animazione di alcuni episodi. Forse anche per questo il character design dell'OAV risulta non troppo distante da quello ideato a suo tempo da Kikuchi, che d'altra parte era stato uno dei punti di forza della serie TV.
È da considerarsi narrativamente successivo rispetto a Lovers Rain, che verrà pubblicato alla fine del 1990.

#### Trama
Sono passati alcuni anni (presumibilmente tre) dalla fine della guerra contro gli Yoma, e i tre Borgman superstiti stanno tentando di costruirsi e di vivere una vita normale.
Chuck è rimasto a Megalocity ed è entrato in polizia come membro del reparto di investigazioni speciali, dove lavora fianco a fianco con Miki Katsura, che è ancora la sua compagna. E proprio il loro lavoro di poliziotti li porta a investigare su un caso riguardante strane sparizioni e in cui sembrano coinvolti dei cyborg. Cosa strana, dato che gli unici cyborg rimasti al mondo sono proprio Ryo, Anice e Chuck e gli unici in grado di trasformare un uomo in cyborg erano Fritz Riddle e Memory Gene. Ed entrambi sono morti, lasciando i propri colleghi indietro di anni nel campo dell'ingegneria cibernetica.
Invece Ryo lavora alla NASA e, insieme ad Anice, si sono trasferiti in Florida (ciò è desumibile dal fatto che Ryo lavora alla costruzione di un razzo. Operazione che solitamente ha luogo al John F. Kennedy Space Center di Cape Canaveral). I due fanno ormai coppia stabile, ma la loro storia sta attraversando un momento di crisi. Il lavoro di Ryo alla NASA assorbe gran parte del suo tempo, portandolo a trascurare la sua relazione con Anice, e altresì a non accorgersi del profondo stato di malessere in cui versa la ragazza, insoddisfatta sia dell'atteggiamento di Ryo, che del suo lavoro di cameriera presso il caffè del centro spaziale.
Così, quando le arriva una lettera da Megalocity che la invita a ritornare in Giappone per iniziare un nuovo e molto più gratificante lavoro, Anice cerca di convincere il compagno a seguirla. Di fronte al suo rifiuto a lasciare tutto a pochi giorni dal lancio del razzo a cui sta lavorando, la ragazza decide di partire da sola per il Giappone, di fatto troncando la loro storia.
A Megalocity Anice incontra l'ingegnere Curtis Hidaka, che è stato colui che l'ha richiamata in Giappone per offrirle il suo nuovo lavoro e che ha avuto un ruolo di grossa responsabilità nella costruzione dell'Heaven's Gate, considerato un simbolo della ricostruzione e della politica energetica del Paese. Ma qui la ragazza ritrova anche il suo passato e i suoi ricordi, legati a Memory e ai suoi trascorsi come insegnante alla Psysonic School. E reincontra Miki e Chuck, che le chiedono di aiutarli nella loro indagine, proprio in virtù del suo legame con Hidaka e l'Heaven's Gate, su cui loro hanno le mani legate.
Frattanto Ryo, deciso a chiarire le cose con Anice, fa ritorno in Giappone insieme al collega Jude Hassan. Quest'ultimo, da una parte, segue Ryo per una sorta di senso di colpa, in quanto è a causa di un suo consiglio che il ragazzo non ha avuto modo di chiarirsi con Anice prima che questa partisse. Dall'altra parte, Hassan è stato convocato in Giappone dalla polizia, proprio riguardo al caso che stanno seguendo Miki e Chuck, in quanto “persona informata sui fatti” per il suo coinvolgimento nel progetto Borgman, da cui si era però ritirato prima della sua conclusione. Hassan, viste le foto di un cyborg ritrovato cadavere dopo un apparente tentativo di fuga, non può far altro che confermare il sospetto di Chuck e Miki che qualcuno stia tentando di rimettere in piedi un qualcosa di simile al progetto Borgman. Tra l'altro Hassan fa espressamente il nome di Hidaka come altro scienziato implicato nel progetto Borgman, e Chuck e Miki scoprono con sgomento che si tratta di quello stesso Curtis Hidaka citato da Anice in riferimento all'Heaven's Gate.
Anice, frattanto, è infatti stata scoperta e imprigionata all'interno dell'Heaven's Gate dallo stesso Hidaka e dai suoi due cyborg. Qui la ragazza viene amaramente a conoscenza delle vere intenzioni di Hidaka, anche nei suoi confronti: il folle scopo di Hidaka è quello di portare l'umanità allo stadio successivo della sua evoluzione, ovvero quello che prevede la fusione fra l'essere umano e la macchina. E da qui i suoi tentativi di trasformare in cyborg degli esseri umani (le persone scomparse e sulle cui sparizioni stanno indagando Miki e Chuck). Ma, a causa della sua incapacità di replicare il processo di trasformazione perfezionato da Riddle e Memory, la maggior parte dei cyborg di Hidaka presentano dei difetti, o addirittura muoiono a causa del rigetto.
Per questo motivo Hidaka ha riportato con l'inganno Anice in Giappone: conscio del suo status di cyborg, realizzato nell'ambito del progetto Borgman, Hidaka vuole studiarla. Nella sua mente malata, pensa che Anice possa capirlo, dato che anche lei è un cyborg. In realtà il solo pensiero di avere il corpo pieno di circuiti elettronici è motivo di sofferenza per la ragazza, che vorrebbe solo poter vivere una vita normale, come qualunque essere umano.
Intanto Ryo e Chuck, insieme a Miki e Hassan, raggiungono l'Heaven's Gate. Venuti a conoscenza del folle piano di Hidaka, si vedono costretti, loro malgrado, a reindossare le loro baltector per combattere di nuovo.
Mentre Chuck, Miki e Hassan tengono a bada e sistemano i cyborg di Hidaka, Ryo corre verso la sommità della torre dell'Heaven's Gate, dove Hidaka tiene prigioniera Anice. Ma ad aspettarlo, oltre a questi ultimi due, Ryo trova anche Omega: un potente essere cibernetico, creato da Hidaka con “il meglio dell'uomo e il meglio della macchina”, ovvero un essere senza sentimenti, votato unicamente al combattimento. Per Hidaka si presenta l'occasione per testare le capacità belliche di Omega, e Ryo scopre ben presto di avere a che fare con un avversario terribile, per quanto inesperto.
Proprio quando il duello sembra volgere al peggio per Ryo, Anice riesce a liberarsi e a mettere fuori causa Hidaka. Ma i suoi tentativi di fermare Omega attraverso la console di comando poco prima maneggiata da Hidaka risultano vani, fino a che, presa dalla frustrazione, sbattendo violentemente le mani sulla console, Anice attiva inavvertitamente il processo di autodistruzione dell'essere.
Mentre la torre dell'Heaven's Gate brucia, Anice riesce a portare in salvo Ryo, gravemente ferito e provato dalla battaglia contro Omega. I due, giunti alla fine della rampa di scale che porta alla sommità della torre, crollano a terra stremati. Ma vengono raccolti dagli altri, e tutti insieme riescono a fuggire dall'edificio prima di essere coinvolti nelle esplosioni.
L'Heaven's Gate è stato distrutto e questo provocherà non poche noie a Chuck e soprattutto a Miki, che dovrà vedersela con l'ira del nonno per aver agito senza permesso. Ma almeno il folle piano di Hidaka è stato sventato.
Ritroviamo i nostri all'aeroporto, per la partenza di Ryo e Hassan, di ritorno negli Stati Uniti. Anice non si è presentata nemmeno per salutare, e ormai Ryo sembra rassegnato all'idea che lei abbia deciso di rifarsi una vita lì, senza di lui. Saliti sull'aereo, Hassan invita Ryo a precederlo, mentre lui passa dalla toilette. Il ragazzo raggiunge il suo posto a sedere, e accanto ad esso, non senza sorpresa, ritrova Anice. I due avranno quindi modo di chiarirsi, nel corso del loro viaggio di ritorno verso gli Stati Uniti, e riprendere la loro vita insieme.

#### Tematiche
Rispetto alla serie TV ci troviamo di fronte a una storia dai toni decisamente più adulti.
Più di quanto si fosse fatto nella serie, si affronta qui il tema sul contrasto tra etica e scienza: sui limiti imposti dall'uno rispetto ai traguardi raggiungibili con l'altra. È giusto, nell'ottica di preservare lo spirito dell'essere umano, trasformare il suo corpo mortale fino a creare una perfetta fusione con la macchina, per definizione immortale, così come vorrebbe Hidaka?
Inoltre, tematica che era stata appena accennata nel corso della serie TV, i Borgman si trovano qui a confrontarsi con la loro condizione di cyborg, che in un modo o nell'altro li rende diversi rispetto agli altri comuni esseri umani, a dispetto della loro volontà di avere una vita normale. Soprattutto Anice, che d'altra parte, va ricordato, è l'unica dei tre ad essere stata trasformata in cyborg senza il suo consenso, si troverà ad affrontare la propria condizione meccanica, e la difficoltà psicologica e pratica di farla coesistere con la sua natura umana.

### Lovers Rain
Lovers Rain, venne pubblicato a dicembre del 1990. È importante sapere che, narrativamente, questo OAV della durata di circa 30' si pone tra la fine della serie TV e le vicende narrate in Madnight Gigs e in Last Battle. Non a caso la Yamato Video decise, a suo tempo, di porre Lovers Rain come 36º episodio nell'ultima VHS della serie, che altrimenti ne avrebbe contenuti soltanto tre.
Questo OAV vede il ritorno di Michitaka Kikuchi come character designer: sono passati quasi due anni dalla serie TV e il suo stile si sta evolvendo, avvicinandosi a quello odierno, divenuto famoso soprattutto sotto il nome del suo alter ego Kia Asamiya. Ciò si riflette anche nel character design di questo OAV. Per quanto si noti che in fondo si tratta non di uno stravolgimento, ma comunque di un'evoluzione del suo stile di disegno, la differenza nell'aspetto dei personaggi è comunque evidente.

#### Trama
La vicenda si colloca a distanza di poco tempo dalla fine della guerra: pochi mesi, se non settimane. Su una Megalocity che tenta faticosamente di tornare alla normalità delle cose cade da giorni una pioggia battente e insistente. Il che potrebbe porre la scena nel periodo tra la metà di giugno e la fine di luglio, che in Giappone coincide con la stagione delle piogge.
Dei tre Borgman, Ryo è quello che sembra uscito più provato dalla fine delle ostilità, soprattutto dal punto di vista emotivo e psicologico. Il profondo senso di colpa per la morte di Memory lo attanaglia, infestando i suoi incubi notturni e impedendogli di ritrovare serenità. Le lunghe corse notturne sotto la pioggia in sella a Thunder servono solo ad acuire il suo stato di malinconia e il senso di vuoto.
Chuck e soprattutto Anice cercano di stargli vicino e di aiutarlo. Ma Ryo rifiuta testardamente qualunque tentativo in tal senso da parte dei suoi compagni ed amici. Anzi, tali tentativi hanno solo l'effetto di farlo chiudere ancora più in se stesso e nei suoi sensi di colpa, anche quando è ormai evidente che la degenerazione del suo equilibrio psichico sta seriamente compromettendo le sue funzioni cibernetiche e vitali, cominciando dal suo braccio destro, che non funziona più come dovrebbe.
Mentre la pioggia continua a scendere sulla città, indifferente agli avvenimenti che vi hanno luogo, Ryo, mosso dalla malinconia e dal suo malessere, si reca alla Psysonic School, che è in fase di ricostruzione dopo gli ingenti danni subiti nei giorni dell'ultima battaglia contro gli Yoma. Qui incontra Anice, che tenta di nuovo di avere un confronto con lui e di porgergli il suo aiuto, facendogli presente che è conscia dei problemi che sta avendo il suo braccio e ricordandogli che la responsabilità della morte di Memory non è sua soltanto, ma semmai da condividere tra tutti e tre. Ma per quanto Ryo sembri cominciare a capire i sentimenti della ragazza verso di lui e cosa la spinge, la ferisce rifiutando nuovamente il suo aiuto, e chiedendole di lasciarlo ancora un po' da solo.
La sera, tornando a casa, l'attenzione di Ryo è attirata da un gatto che da giorni si ripara dalla pioggia nel suo garage. Mosso da tenerezza, il ragazzo lo raccoglie, e lo porta in casa con la promessa di dargli un po' di latte. Purtroppo per Ryo, l'aspetto di gatto si rivela essere solo una copertura per uno Yoma, che per tutto quel tempo non ha fatto altro che nutrirsi dell'energia vitale di Ryo, essendo proprio lui la causa primaria degli incubi che infestano le notti e la mente del ragazzo. L'essere entrato in contatto fisico con Ryo non ha fatto altro che permettere allo Yoma di assorbire ancora più energia dal già provato corpo del ragazzo.
Lo Yoma scompare nel nulla, e Ryo decide di andarlo a cercare con Thunder per ingaggiare battaglia con lui e, chissà, riuscire finalmente a liberarsi dei suoi demoni. Il ragazzo raggiunge una zona della città ancora in fase di ricostruzione. Lo Yoma che l'aveva sorpreso nel suo appartamento non tarda a rivelarsi, provocandogli una ferita al braccio destro già debilitato. Con un diversivo, Ryo riesce a distrarlo e a rifugiarsi in un posto sicuro. Qui, però, viene di nuovo raggiunto dai suoi incubi e dai suoi sensi di colpa. Con la sua mente ormai pericolosamente sull'orlo della pazzia, rivede Dust Jead. Convinto che quest'ultimo si sia presentato per concludere il loro duello rimasto senza vincitori, comincia ad attaccarlo. Ma si ferma appena in tempo per scoprire che chi sta cercando di colpire non è Dust Jead, ma Anice, accorsa in suo aiuto. Spossato, il ragazzo si lascia cadere a terra e qui viene di nuovo colto dalle sue allucinazioni, che gli impediscono di accorgersi che Anice venga catturata dal mostro e del fatto che, nonostante questo, lei riesca a lanciargli il ricevitore sonico necessario per teletrasportare lì la sua baltector.
Ma l'ennesima visione di Memory, e il conseguente senso di colpa per la sua morte, impedisce a Ryo di accorgersi di qualunque cosa accada intorno a lui, e di reagire. L'ennesimo richiamo di Anice, sempre più stretta nella morsa del mostro, riesce finalmente a riportarlo alla realtà, dandogli modo di rendersi conto della situazione di estremo pericolo in cui versa l'amica.
Ryo raccoglie il suo ricevitore sonico e indossa la sua baltector, riuscendo quindi a liberare Anice dalla stretta dello Yoma. La ragazza rifiuta l'invito di Ryo a fuggire, esprimendo la sua volontà di combattere al suo fianco e richiamando quindi la propria psicoarmatura. Ma il corpo di Ryo, nonostante la baltector, è ancora profondamente provato a causa del suo stato emotivo. E questo fa di lui una facile preda dello Yoma, che lo fa cadere in una voragine nella quale Ryo scomparirebbe se non fosse per l'intervento di Anice, che gli impedisce di sprofondare afferrando la sua mano appena in tempo.
Mentre Anice si aggrappa a lui disperatamente, Ryo cade nuovamente in uno stato di trance, in preda ai suoi incubi e alle sue allucinazioni, che stavolta, però, hanno un effetto positivo: Ryo rivede di nuovo Memory e suo fratello Reminis (il cui cervello era stato trapiantato nel corpo del cyborg che sarebbe poi diventato Dust Jead). Ma è la donna stessa a discolpare Ryo della propria morte e di quella del fratello, invitandolo a non preoccuparsi per lei, ma a reagire e a guardare avanti, facendo un chiaro riferimento al suo rapporto con Anice.
Proprio il grido disperato di quest'ultimo, con il quale Anice esprime definitivamente i suoi sentimenti a Ryo, lo risveglia definitivamente, facendogli trovare la forza per uscire dalla voragine. Insieme, sconfiggeranno lo Yoma, e insieme si dirigono verso una nuova vita, mentre il sole torna finalmente a splendere su Megalocity.

### Borgman 2058 – La nuova generazione
Borgman 2058 – La nuova generazione (超音戦士ボーグマン -新世紀2058?, Chōon senshi Bōguman – Shin seiki 2058) è un OAV composto da 3 episodi di 30' ciascuno, pubblicati tra ottobre e dicembre 1993.
Come è evidente dal titolo, la vicenda ha luogo ben 28 anni dopo la fine della serie TV originaria, e infatti non presenta quasi nessun collegamento ad essa, se si eccettua quello che si può definire un breve cameo di Chuck Sweagger.
I tre nuovi Borgman, Ken, Sarah e Kutz, si trovano alle prese con uno strano essere che terrorizza Megalocity e che usa uccidere le sue vittime dissanguandole completamente.
Anche questo titolo, come gli altri, è stato pubblicato in Italia da Yamato Video.

## Accoglienza
Ryo Hibiki fu uno dei personaggi più amati in Giappone nel periodo in cui venne trasmesso Borgman 2030, tanto che si piazzò rispettivamente 1º e 3º nelle classifiche delle due riviste Newtype e Animage circa il personaggio maschile più popolare nell'animazione del 1988. Tra l'altro la contemporaneità (televisiva) di Ryo con altri due suoi illustri omonimi, quali Ryo Sanada (I cinque samurai) e Ryo Saeba (City Hunter). fece sì che nelle riviste di animazione dell'epoca i confronti caratteriali e psicologici tra "i tre Ryo" fosse uno dei principali argomenti di discussione.
Anche Anice Farm riscosse un ottimo livello di gradimento, tanto da piazzarsi al primo posto nelle classifiche sul personaggio femminile più popolare dell'animazione del 1988, sia per la rivista Newtype che per Animage.